# Aumanil
Aumanil (pronunciado au-mahn-el) na mitologia Inuit, é um espírito amável e benévolo. Também, é dito que este deus se manteve na terra e controla o movimento das baleias.